# Saint-Germain-de-Salles
Saint-Germain-de-Salles är en kommun i departementet Allier i regionen Auvergne-Rhône-Alpes i de centrala delarna av Frankrike. Kommunen ligger  i kantonen Chantelle som ligger i arrondissementet Moulins. År 2022 hade Saint-Germain-de-Salles 426 invånare.

## Befolkningsutveckling
Antalet invånare i kommunen Saint-Germain-de-Salles
Referens: INSEE